# Partido de Propiedad, Unidad y Responsabilidad
El partido de Propiedad, Unidad y Responsabilidad (OUR) es un partido político en las Islas Salomón. Es liderado por Jeremiah Manele y compitió en las elecciones parlamentarias de 2010 y 2024.

## Historia
El partido se creó el 17 de diciembre de 2012 (y fue lanzado oficialmente un mes después) por el líder de la oposición (y antiguo Primer Ministro) Manasseh Sogavare, y ocho partidos de la oposición.
El partido declaró que tenía el propósito de "invertir $780 millones por cuatro años en la economía rural de nuestros propios fuentes para mejorar la participación de nuestra gente en el desarrollo económico. Gobiernos provinciales se necesitarían tomar un papel activo en el desarrollo rural.El partido también juró considerar si es posible restaurar el dueño tradicional de terrenos enajenados para uso público en la era colonial, especialmente en Honiara. Así, el partido dijo que sería guiado por la política del dueño tradicional implementada en Vanuatu.
Durante el lanzamiento del partido a mediados de febrero, en Gizo, Sogavare añadió que, a pesar de "millones de dolares de troncos" exportados de la Provincia Occidental, propietarios ni recibió mucho dinero ni más servicios gobiernales.Luego juró responder a las preocupaciones de los ciudadanos sobre "los efectos de la guerra civil de Bougainville" en la frontera marina con Papua New Guinea, y destacó que la unidad nacional era uno de las cosas principales del partido OUR.
Sogavare también criticó a la Comisión de la Verdad y Reconciliación. La describió como cara, demasiada académica, y guiada por "temas extranjeras", a diferencia de los métodos indígenas más efectivos para resolver los conflictos y sus consecuencias.El secretario general del partido Patterson Oti declaró que el partido iba a descentralizar programas de desarrollo para potenciar las provincias. En junio 2010, Sogavare "juró invertir 6.2 millon US$ para ayudar reubicar las victimas del cambio climático" si el partido ganaba las elecciones.
En avance de las elecciones generales de 2024, OUR lanzó su manifiesto el 8 de febrero de 2024.  El Primer Ministro Sogavare anunció las cinco políticas más prioritarias del partido OUR de cara a las elecciones. La meta primera fue preservar la unidad social y nacional para evitar que aumentaran las tensiones étnicas, como en 2000. Otra prioridad era mejorar los sistemas jurídicos y del gobierno del país para garantizar la seguridad pública, al igual que el crecimiento socioeconómico; El partido se comprometió a utilizar el Fondo Australiano de Financiamiento de Infraestructura para el Pacífico, el Programa de Infraestructura de las Islas Salomón y la Iniciativa de la Franja y la Ruta de China. La cuarta prioridad del Partido NUESTRO era la defensa, la seguridad y el comercio nacionales; El partido buscó preservar las relaciones con Australia y otros aliados tradicionales mientras ampliaba los lazos con China como parte de una política de "mirar al norte". La quinta prioridad clave fue el desarrollo y el empoderamiento de la tierra y los recursos.  Durante un mitin de campaña en la capital provincial malaitana de Auki, Sogavare pronunció un discurso en el que elogió el sistema político chino y declaró que la decisión de su gobierno de cambiar las relaciones diplomáticas de Taiwán a China había "puesto a las Islas Salomón en el mapa". Sogavare también afirmó que la democracia conduce al deterioro moral y al matrimonio entre personas del mismo sexo.  Después de negarse a participar en las elecciones para primer ministro por un mandato adicional, Sogavare anunció que dimitiría como líder de NUESTRO Partido. Fue sucedido por Jeremíah Manele . 